# Rhodinocichla rosea
Rhodinocichla rosea là một loài chim trong họ Thraupidae.
Loài chim này được tìm thấy ở Colombia, Costa Rica, Mexico, Panama, và Venezuela. Môi trường sống tự nhiên của chúng là rừng khô nhiệt đới hoặc cận nhiệt đới, rừng ẩm vùng đất thấp nhiệt đới hoặc cận nhiệt đới, và rừng trước đây suy thoái nghiêm trọng. 